# Квінт Фульвій Нобіліор
Квінт Фульвій Нобіліор (лат. Quintus Fulvius Nobilior; ? — після 136 до н. е.) — політичний, державний та військовий діяч Римської республіки, консул 153 року до н. е., цензор 136 року до н. е. Відомий красномовець свого часу.

## Життєпис
Походив з впливового роду Фульвіїв. Син Марка Фульвія Нобіліора, консула 189 року до н. е.
У 184 році до н. е. входив до колегії тріумвірів, яка займалася фундацією колоній Потенція й Пізарум. Того ж року надав право римського громадянства поету Еннію. У 180 році до н. е. входив до колегії тріумвірів-епулонів. У 164 році до н. е. став курульним еділом.
У 153 році до н. е. обрано консулом разом з Тітом Аннієм Луском. Під час своєї каденції воював в Іспанії проти іберів під час Другої Кельтіберської війни, але без особливого успіху, зокрема зазнав поразки під Нуманцією.
Надалі зосередився на роботі у сенаті. У 136 році до н. е. його обрано цензором разом з Аппієм Клавдієм Пульхром. Подальша доля невідома.